# Техас (округ, Оклахома)
Округ Техас (англ. Texas County) располагается в штате Оклахома, США. Официально образован в 1907 году. По состоянию на 2013 год, численность населения составляла 22 081 человек.

## География
По данным Бюро переписи США, общая площадь округа равняется 5306,1 км2, из которых 5286,8 км2 суша и 19,2 км2 или 0,360 % это водоёмы.

## Население
По данным переписи населения 2010 года в округе проживает 20 640 жителей в составе 7 212 домашних хозяйств и 5 147 семей. Плотность населения составляет 2,00 человека на км2. На территории округа насчитывается 8 208 жилых строений, при плотности застройки около 4,00-х строений на км2. Расовый состав населения: белые — 75,70 %, афроамериканцы — 1,60 %, коренные американцы (индейцы) — 1,30 %, азиаты — 1,60 %, гавайцы — 0,20 %, представители других рас — 16,90 %, представители двух или более рас — 2,80 %. Испаноязычные составляли 42,00 % населения независимо от расы.
В составе 39,00 % из общего числа домашних хозяйств проживают дети в возрасте до 18 лет, 61,50 % домашних хозяйств представляют собой супружеские пары проживающие вместе, 7,50 % домашних хозяйств представляют собой одиноких женщин без супруга, 26,60 % домашних хозяйств не имеют отношения к семьям, 21,20 % домашних хозяйств состоят из одного человека, 8,20 % домашних хозяйств состоят из престарелых (65 лет и старше), проживающих в одиночестве. Средний размер домашнего хозяйства составляет 2,75 человека, и средний размер семьи 3,19 человека.
Возрастной состав округа: 28,80 % моложе 18 лет, 12,70 % от 18 до 24, 29,10 % от 25 до 44, 19,20 % от 45 до 64 и 19,20 % от 65 и старше. Средний возраст жителя округа 30 лет. На каждые 100 женщин приходится 105,90 мужчин. На каждые 100 женщин старше 18 лет приходится 106,90 мужчин.
Средний доход на домохозяйство в округе составлял 35 872 USD, на семью — 42 226 USD. Среднестатистический заработок мужчины был 26 991 USD против 20 404 USD для женщины. Доход на душу населения составлял 15 692 USD. Около 10,20 % семей и 14,10 % общего населения находились ниже черты бедности, в том числе — 17,80 % молодёжи (тех, кому ещё не исполнилось 18 лет) и 7,40 % тех, кому было уже больше 65 лет.